# ОШ „Миодраг В. Матић” Ужице
ОШ „Миодраг В. Матић” Ужице је основна школа за образовање деце са различитим сметњама и тешкоћама у развоју, кроз континуирану едукацију и рехабилитацију. Школа је добила име познатог професора, дефектолога Миодрага В. Матића.

## Историјат
Први почеци рада на едукацији и рехабилитацији слушно оштећене деце и омладине припада Среском одбору глувих и наглувих у Титовом Ужицу који су организовали први курс за описмењавање и професионално оспособљавање слушно оштећених лица. Далеке 1957. године основано је прво одељење за слушно оштећену децу у Титовом Ужицу, у просторијма ОШ „Душан Јерковић”. 
Одлуком Скупштинског Среза Титово Ужице, Специјална школа за слушно оштећену децу почела је са радом школске 1964/1965. године, имала је седам одељења и седам наставника за 69 ученика. Школске 1965/1966. године, школа има осам одељења са променљивим бројем ученика, а користи просторије Педагошке академије и Савеза глувих. Коначно, 1981. године, изграђен је Центар за оспособљавање и рехабилитацију за слушно оштећену децу, односно школски објекат је почео са едукацијом и рехабилитацијом ове деце. 
Све већи прилив деце из региона, градова и република условили су отварање интерната, који је у потпуности завршен и опремљен 1995. године. Захваљујући ангажовању колектива школске 2007/2008. године отворен је дом, који пружа могућност коришћења услуга боравка свим ученицима редовних средњих школа чије је стално место боравка ван Ужица. Школа 2009. године уводи се HACCP систем – сертификат за исхрану ученика. 2010. године школа аплицира за Пројекат унапређивања услуга у области здравства, образовања и социјалне заштите на локалном нивоу DILS (Delivery of Improved Local Service). У окЛого ДИЛС пројектавиру DILS пројекта Министарство просвете и Завод за унапређивање образовања и васпитања покренули су Програм „Подизање капацитета школа за образовање ученика са сметњама у развоју у Републици Србији”. 
Школске 2010/2011. године, школа започиње рад као Центар за подршку образовању и васпитању деце са различитим сметњама у развоју (ЦПРС). 

## Активности школе
- Школа реализује образовно-васпитни рад и обезбеђује различите видове стручне подршке деце – ученика са различитим сметњама у развоју.
- Пружа подршку Инклузивним тимовима при редовним вртићима/школама на локалном нивоу и нивоу Школске управе.
- Успоставља мрежу са релевантним установама и спроводи активности укључивања деце која су ван система образовања и васпитања.